# 대한민국무공수훈자회
대한민국무공수훈자회(大韓民國武功受勳者會)는 국가수호유공자 단체이며, 회원 상호 간의 상부상조를 목적으로 설립된 대한민국 국가보훈부 소관 사단법인이다. 서울특별시 강서구 강서로56가길 45, 6층 7층 8층 (등촌동, 호국보훈회관) 에 위치하고 있다.

## 설립 근거
- 국가유공자 등 단체 설립에 관한 법률 제1조[1]

## 조직

### 총회
- 고문
- 명예회장
- 이사회
- 감사

#### 회장
- 자문위원
- 부설유족회
- 부회장
  - 사무총장
    - 기획실
    - 조직국
    - 선양국
    - 총무국
    - 유족국
    - 대외협력국